# 拜答里

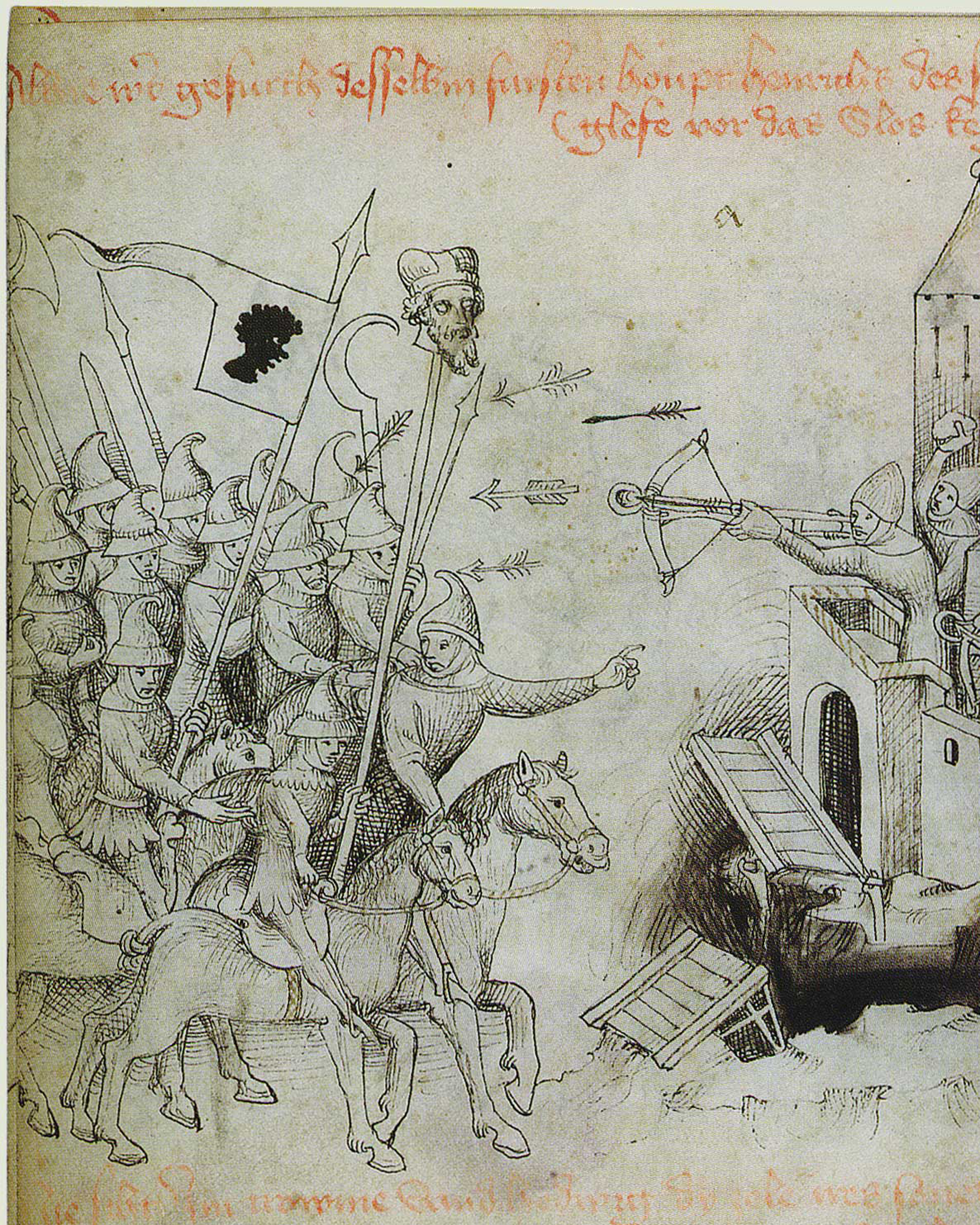
拜达里率领的蒙古人展示了亨里克二世的头颌，以恐吓弗罗茨瓦夫

贝达儿或拜答儿（羅馬化：Baidar）或伯达（Peta），察合台汗国的建立者察合台第六子，成吉思汗之孙，1235年至1241年与侄子不里曾参与蒙古西征欧洲的战役，与合丹、斡儿答在列格尼卡战役中击败波兰王国，国王亨里克二世阵亡。1247年参与贵由汗的选举。
子阿鲁忽，豳王家族（肃王、西宁王、威武西宁王、豳王）的祖先